# 馬更歇狼
馬更歇狼（學名：Canis lupus occidentalis）是一種生活在北美洲西部地區的灰狼亞種，可能是世界上最大的狼。馬更歇狼的分布從阿拉斯加州，馬更些河上遊至南部地區和加拿大西部各省，但其中不包括南部的大草原和美國西北部。

## 分類學
馬更歇狼在分類學權威參考書世界哺乳動物物種（2005年）中被認為是狼的亞種。該亞種最初由蘇格蘭自然學家約翰·理查森爵士於1829年撰寫。因為馬更歇狼的顏色多變，無法保證，所以不用其的顏色來命名，選擇根據其地理位置給它取名為occidentalis 。
根據一個來源，北美灰狼的系統發育分析顯示，它有三個演化支，分別為馬更歇狼，大平原狼和墨西哥狼，這顯示出了歐亞大陸不同的狼分別地三次進入北美。馬更歇狼是最西北部的亞種，也是最後一批聚落在北美的灰狼後裔。馬更歇狼可能在冰河時代晚期後通過白令陸橋進入北美，隨著它的遷移，大平原狼失去了原有的住所，一直持續到現在。和大平原狼一樣，馬更歇狼是北美五個灰狼亞種中最廣泛的成員之一，至少含有六個不同的異名。

## 描述
馬更歇狼是最大的狼亞種之一。在加拿大英屬哥倫比亞省，馬更歇狼的五隻成年雌性的平均體重為42.5公斤或93.6磅，範圍為85磅至100磅（38.6- 45.4公斤），十隻成年雄性的平均體重為112.2磅或51.7公斤，範圍為105磅至135磅（47.6至61.2公斤），所有馬更歇的平均體重則為38.6公斤至61.2公斤（85至135磅）。在黃石國家公園，馬更歇狼成年雌性的平均約40公斤（90磅），成年雄性的平均約50公斤（110磅），冬季的平均成年體重則為46.4公斤（102磅）。最近的研究報告了美國西北部的平均身高和體重範圍，兩性的肩高在68至91.5公分（26.8至36.0英寸）之間。雄性的體重在45至72公斤（99至159磅）之間，而雌性的體重則為36至60公斤（79至132磅）。
相比之下，與其體型最接近的歐亞狼和阿拉斯加內陸狼的平均成年體重分別為39公斤（86磅）和40公斤（88磅）。約翰·理查森爵士將西北狼描述為比歐亞狼具有更健壯的體型，有更大，更圓的頭部和更厚，更鈍的鼻口。它的耳朵比歐亞狼更短，毛皮也更茂密。

## 重新引入

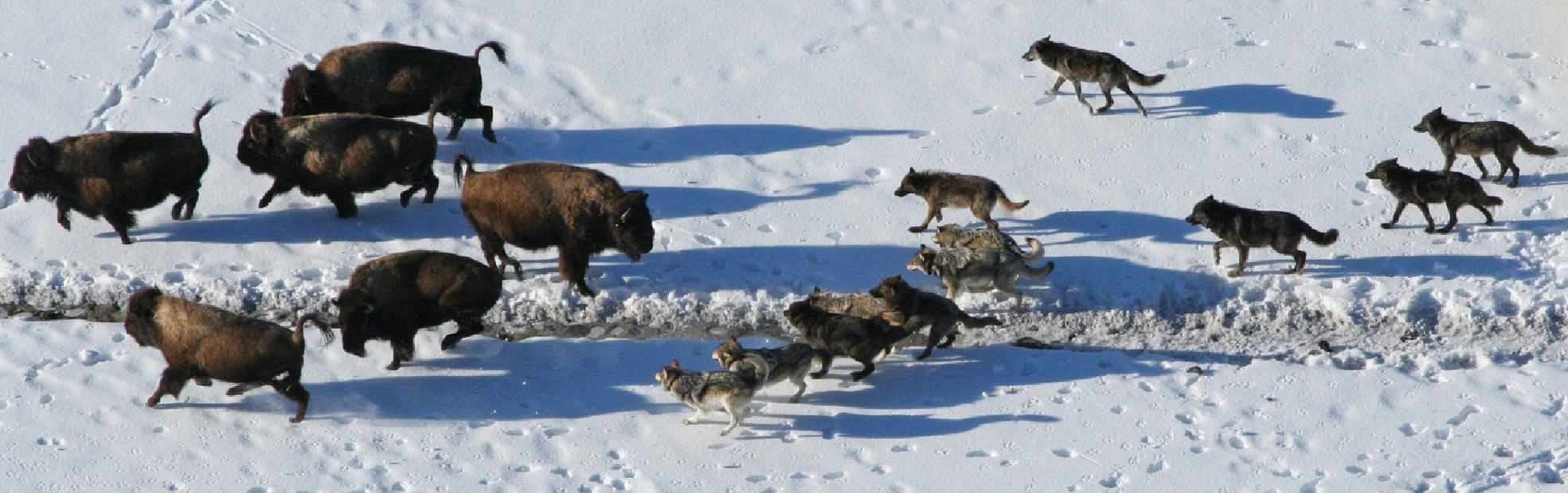
成群獵捕野牛的馬更歇狼，攝於黃石國家公園。

在黃石國家公園，人工遷移的馬更歇狼捕食落基山马鹿已被充分記錄。它們通常使用群體捕獵，並將年幼的马鹿與成年的马鹿分開來捕捉，有時還會捕捉落單的幼牛。冬季的時候，虛弱或生病的马鹿在黃石公園的狼的飲食中也起著重要作用，據估計，黃石公園超過50%的因冬季而弱化或生病的马鹿會被狼殺死。而在另外的50%中，大約12%的屍體會被其他捕食者食用，其中包括渡鴉，禿鷹，黑熊，灰熊和郊狼。在同一個國家公園，狼也會捕食野牛，但一般攻擊通常涉及生病的動物或小牛，因為野牛可以很容易地用蹄子殺死狼。
馬更歇狼也會出現在加拿大或英國的野生動物園，其中包括朗利特野生動物園，沃本野生動物園和歐米茄公園。